# Charles Stark Draper Prize
De Charles Stark Draper Prize is een wetenschappelijke onderscheiding die sinds 1988 jaarlijks door de National Academy of Engineering wordt uitgereikt. Deze prijs wordt toegekend aan ingenieurs die belangrijk werk hebben verricht aan de publieke verstandhouding van hun technische bijdragen ten behoeve van de voorspoed en vrijheid van de mensheid.
De prijs, bestaande uit een geldbedrag van 500.000 dollar, een gouden medaille en een handgeschreven oorkonde, is vernoemd naar Charles Stark Draper, die hoogleraar was aan het Massachusetts Institute of Technology en oprichter van het MIT Instrumentatie Laboratorium.

## Winnaars[1]
| Jaar | Persoon                                                                                           | Prestatie |
| ---- | ------------------------------------------------------------------------------------------------- | --- |
| 1989 | Jack S. Kilby en Robert N. Noyce                                                                  | Voor hun onafhankelijke ontwikkeling van de monolithische geïntegreerde schakeling. |
| 1991 | Frank Whittle en Hans von Ohain                                                                   | Voor hun onafhankelijke ontwikkeling van de turbo-straalmotor. |
| 1993 | John Backus                                                                                       | Voor zijn ontwikkeling van Fortran, de eerste hogere programmeertaal. |
| 1995 | John R. Pierce en Harold A. Rosen                                                                 | Voor hun ontwikkeling van communicatiesatelliet-technologie. |
| 1997 | Vladimir Haensel                                                                                  | Voor zijn uitvinding van het "platforming"-proces. |
| 1999 | Charles K. Kao, Robert D. Maurer en John B. MacChesney                                            | Voor de ontwikkeling van de glasvezeloptica. |
| 2001 | Vinton G. Cerf, Robert E. Kahn, Leonard Kleinrock en Lawrence G. Roberts                          | Voor de ontwikkeling van internet. |
| 2002 | Robert Langer                                                                                     | Voor de bio-engineering van revolutionaire medische drug delivery systems. |
| 2003 | Ivan A. Getting en Bradford W. Parkinson                                                          | Voor hun ontwikkeling van het global positioning system (gps). |
| 2004 | Alan C. Kay, Butler W. Lampson, Robert Taylor en Charles P. Thacker                               | Voor hun werk aan Xerox Alto, voor de eerste praktische personal computer. |
| 2005 | Minoru S. "Sam" Araki, Francis J. Madden, Edward A. Miller, James W. Plummer en Don H. Schoessler | Voor het ontwerp, de ontwikkeling en de werking van CORONA, de eerste aarde-observatiesysteem in de ruimte.                                                                                          |
| 2006 | Willard S. Boyle en George E. Smith                                                               | Voor de uitvinding van het charge-coupled device (CCD), een lichtgevoelige component in digitale camera's en andere beeldverwerkingstechnologieën.                                                   |
| 2007 | Tim Berners-Lee                                                                                   | Voor de ontwikkeling van het wereldwijde web. |
| 2008 | Rudolf Emil Kálmán                                                                                | Voor de ontwikkeling van het kalmanfilter. |
| 2009 | Robert H. Dennard                                                                                 | Voor zijn uitvinding en verdere ontwikkeling van het dynamic random-access memory (DRAM), algemeen gebruikt in computers en andere dataverwerking- en communicatiesystemen.                          |
| 2010 | Niet uitgereikt                                                                                   | |
| 2011 | Frances H. Arnold en Willem P.C. Stemmer                                                          | Voor hun individuele bijdragen aan gestuurde evolutie (directed evolution), een proces dat onderzoekers in staat stelt om de creatie van bepaalde eigenschappen in eiwitten en cellen te veranderen. |
| 2012 | George H. Heilmeier, Wolfgang Helfrich, Martin Schadt en T. Peter Brody                           | Voor hun bijdragen in de ontwikkeling van de lcd-technologie. |
| 2013 | Thomas Haug, Martin Cooper, Yoshihisa Okumura, Richard H. Frenkiel en Joel S. Engel               | Mobieletelefoonpioniers die aan de basis stonden van de huidige gsm-telefonie. |
| 2014 | John B. Goodenough, Yoshio Nishi, Rachid Yazami en Akira Yoshino                                  | Voor hun bijdrage aan de ontwikkeling van de herlaadbare lithium-ion-accu. |
| 2015 | Isamu Akasaki, George Craford, Russell Dupuis, Nick Holonyak en Shuji Nakamura                    | Voor de uitvinding en ontwikkeling van lichtgevende dioden (leds). |
| 2016 | Andrew J. Viterbi                                                                                 | Voor de ontwikkeling van het viterbi-algoritme. |
| 2017 | Niet uitgereikt                                                                                   | |
| 2018 | Bjarne Stroustrup                                                                                 | Voor de ontwikkeling van de programmeertaal C++. |
| 2020 | Jean Fréchet en C. Grant Willson                                                                  | |